# 世界盃足球賽義大利代表隊
这是意大利在FIFA世界杯上的成绩记录。
世界杯是一项国际足球比赛，由国际足球协会( FIFA ) 成员的男子国家队参加
自 1930 年第一届锦标赛以来，除 1942 年和 1946 年因第二次世界大战外，该锦标赛每四年举办一次。
比赛由资格赛阶段和决赛阶段（官方称为世界杯总决赛）两部分组成。资格赛阶段在决赛前三年进行，用于确定哪些球队有资格进入决赛。目前的决赛为32 支球队在大约一个月的时间内在东道国（或多个国家）的场地内争夺冠军。世界杯决赛是世界上观看人数最多的体育赛事，估计有 7.151 亿人观看了2006 年的锦标赛决赛。 
意大利是世界杯历史上最成功的国家队之一，赢得了四个冠军（ 1934年， 1938年， 1982年， 2006年），只比巴西少一个。球队参加了 21 场比赛中的 18 场，进入了 6 场决赛，获得了一个第三名和一个第四名。

## 国际足联世界杯纪录
冠军    亚军    季军    殿军  
| FIFA World Cup record | FIFA World Cup record | FIFA World Cup record | FIFA World Cup record | FIFA World Cup record | FIFA World Cup record | FIFA World Cup record | FIFA World Cup record | FIFA World Cup record |
| 年份                  | 轮次                  | 名次                  | 场次                  | 胜                    | 平                    | 负                    | GF                    | GA                    |
| --------------------- | --------------------- | --------------------- | --------------------- | --------------------- | --------------------- | --------------------- | --------------------- | --------------------- |
| 1930                  | 未参加                | 未参加                | 未参加                | 未参加                | 未参加                | 未参加                | 未参加                | 未参加                |
| 1934                  | 冠军                  | 1st                   | 5                     | 4                     | 1                     | 0                     | 12                    | 3                     |
| 1938                  | 冠军                  | 1st                   | 4                     | 4                     | 0                     | 0                     | 11                    | 5                     |
| 1950                  | 小组赛                | 7th                   | 2                     | 1                     | 0                     | 1                     | 4                     | 3                     |
| 1954                  | 小组赛                | 10th                  | 3                     | 1                     | 0                     | 2                     | 6                     | 7                     |
| 1958                  | 未能进入决赛圈        | 未能进入决赛圈        | 未能进入决赛圈        | 未能进入决赛圈        | 未能进入决赛圈        | 未能进入决赛圈        | 未能进入决赛圈        | 未能进入决赛圈        |
| 1962                  | 小组赛                | 9th                   | 3                     | 1                     | 1                     | 1                     | 3                     | 2                     |
| 1966                  | 小组赛                | 9th                   | 3                     | 1                     | 0                     | 2                     | 2                     | 2                     |
| 1970                  | 亚军                  | 2nd                   | 6                     | 3                     | 2                     | 1                     | 10                    | 8                     |
| 1974                  | 小组赛                | 10th                  | 3                     | 1                     | 1                     | 1                     | 5                     | 4                     |
| 1978                  | 殿军                  | 4th                   | 7                     | 4                     | 1                     | 2                     | 9                     | 6                     |
| 1982                  | 冠军                  | 1st                   | 7                     | 4                     | 3                     | 0                     | 12                    | 6                     |
| 1986                  | 16强                  | 12th                  | 4                     | 1                     | 2                     | 1                     | 5                     | 6                     |
| 1990                  | 季军                  | 3rd                   | 7                     | 6                     | 1                     | 0                     | 10                    | 2                     |
| 1994                  | 亚军                  | 2nd                   | 7                     | 4                     | 2                     | 1                     | 8                     | 5                     |
| 1998                  | 1/4决赛               | 5th                   | 5                     | 3                     | 2                     | 0                     | 8                     | 3                     |
| 2002                  | 16强                  | 15th                  | 4                     | 1                     | 1                     | 2                     | 5                     | 5                     |
| 2006                  | 冠军                  | 1st                   | 7                     | 5                     | 2                     | 0                     | 12                    | 2                     |
| 2010                  | 小组赛                | 26th                  | 3                     | 0                     | 2                     | 1                     | 4                     | 5                     |
| 2014                  | 小组赛                | 22nd                  | 3                     | 1                     | 0                     | 2                     | 2                     | 3                     |
| 2018                  | 未能进入决赛圈        | 未能进入决赛圈        | 未能进入决赛圈        | 未能进入决赛圈        | 未能进入决赛圈        | 未能进入决赛圈        | 未能进入决赛圈        | 未能进入决赛圈        |
| 2022                  | 未确定                | 未确定                | 未确定                | 未确定                | 未确定                | 未确定                | 未确定                | 未确定                |
| 2026                  | 未确定                | 未确定                | 未确定                | 未确定                | 未确定                | 未确定                | 未确定                | 未确定                |
| Total                 | 4次夺冠               | 18/21                 | 83                    | 45                    | 21                    | 17                    | 128                   | 77                    |

*抽签包括由点球决定的淘汰赛
| 第一场世界杯比赛 | 義大利7–1美国 · （1934 年 5 月 27 日；意大利罗马）                                                          |
| 最大比分胜利     | 義大利7–1美国 · （1934 年 5 月 27 日；意大利罗马）                                                          |
| 最大比分失利     | 瑞士4–1義大利 · （1954 年 6 月 23 日；瑞士巴塞尔） · 巴西4–1義大利 · （1970 年 6 月 21 日；墨西哥墨西哥城） |
| 最好成绩         | 1934年、 1938年、 1982年和2006年的冠军                                                                      |
| 最差成绩         | 1950年、 1954年、 1962年、 1966年、 1974年、 2010年和2014年小组赛                                           |

### 世界杯决赛
| 年份   | 总教练        | 队长            | 进球得分                                      |
| ------ | ------------- | --------------- | --------------------------------------------- |
| 1934年 | 维托里奥·波佐 | 詹皮罗·康比     | 雷蒙多·奥尔西,安吉洛·夏维奥                   |
| 1938年 | 维托里奥·波佐 | 朱塞佩·梅阿查   | 吉诺·科劳西(2)、西尔维奥·皮奥拉(2)            |
| 1982年 | 恩佐·贝尔佐特 | 迪诺佐夫        | 保罗·罗西、马可·塔德利、亚历山德罗·阿尔托贝利 |
| 2006年 | 马塞洛·里皮   | 法比奥·卡纳瓦罗 | 马可·马特拉齐、法比奥·格罗索（判罚点球）      |

## 世界杯决赛

### 1934年世界杯决赛对阵捷克斯洛伐克
意大利在对阵捷克斯洛伐克的加时赛中赢得了 1934 年的主场比赛。

### 1938年世界杯决赛对阵匈牙利
意大利在淘汰赛中接连击败东道主法国和巴西，并在决赛中以4:2战胜了匈牙利，成为第一支在国外赢得世界杯冠军的球队。此外，这也是世界杯历史上仅有的两次有球队成功卫冕的第一次。

### 1970年世界杯决赛对阵巴西
1970 年，拥有贝利、里维利诺、雅伊尔津尼奥和卡洛斯·阿尔贝托等超级巨星的巴西队被认为是夺冠热门。意大利队最终1:4不敌强大的巴西队

### 1982年世界杯决赛对阵西德
意大利在小组赛第一阶段打了三场平局，仅在进球数上领先喀麦隆。然而，原本不被看好的意大利队在比赛过程中继续击败巴西、阿根廷和强大的波兰队，并在马德里的决赛中面对西德。
安东尼奥·卡布里尼在上半场没有进球的情况下罚失点球，但强大的意大利队最终以3-1获胜，获得了他们的第三座世界杯奖杯。

### 1994年世界杯决赛对阵巴西
1994 年的决赛是有史以来第一次在 120 分钟无进球后需要以点球大战来决出胜负。意大利最终2-3惜败巴西，成为第一支在两届世界杯决赛中输给同一个对手的球队。。

### 2006年世界杯决赛对阵法国
意大利后卫马尔科·马特拉齐参与了前 120 分钟的所有三个精彩瞬间：他在比赛初期就为齐达内创造了一枚点球，但不久之后他用一个强大的头球扳平了比分，并以挑衅齐达内，使得其被红牌罚下。他还在随后的点球大战中得分。
这是世界杯决赛第二次需要通过点球大战来决出胜负，意大利队以5-3战胜了法国队。

## 球员出场
保罗·马尔蒂尼是世界杯上出场次数第三多的球员，仅次于德国人洛塔尔·马特乌斯（25 场）和米罗斯拉夫·克洛泽（24 场）。这也让他成为世界杯比赛中从未夺冠次数最多的球员。
守门员吉安路易吉·布冯是唯一的意大利球员，也是世界上仅有的三名参加过五支FIFA世界杯决赛球队的球员之一。 

## 最佳射手
两名意大利人获得了世界杯最佳射手金靴奖：1982年的保罗·罗西和1990年的薩爾瓦托雷·斯基拉奇，两人皆在世界杯打入 6 球。 

## 奖项和记录

### 团队奖
- 1934年世界冠军
- 1938年世界冠军
- 1982年世界冠军
- 2006年世界冠军
- 1970年世界杯第二名
- 1994年世界杯第二名
- 1990年世界杯第三名

### 个人奖项
金球奖
- 1934年金球奖：朱塞佩·梅阿查
- 1982年金球奖：保罗·罗西
- 1990年金球奖：薩爾瓦托雷·斯基拉奇
- 1938年银球奖：西尔维奥·皮奥拉
- 1978年银球奖：保罗·罗西
- 1994年银球奖：罗伯托·巴乔
- 2006年银球奖：法比奥·卡纳瓦罗
- 2006年铜球奖：安德里亚·皮尔洛

金靴奖
- 1982年金靴奖：保罗·罗西
- 1990年金靴奖：薩爾瓦托雷·斯基拉奇
- 1934年银靴奖：安吉洛·斯基亚维奥
- 1938年银靴奖：西尔维奥·皮奥拉
- 1998年银靴奖：克里斯蒂安·维埃里

其他个人奖项
- 1982年金手套：佐夫（最年长的金手套得主）
- 2006年金手套奖：吉安路易吉·布冯
- 1978年最佳年轻球员奖：安东尼奥·卡布里尼
- 2006年最佳球员奖：安德里亚·皮尔洛

## 裁判
共有三届世界杯决赛由意大利足协的裁判执法，只有英国裁判获得更多荣誉（四次）。 1978 年阿根廷和荷兰之间的决赛由塞尔吉奥·戈内拉(Sergio Gonella) 领衔，两年前他已经执法了欧洲锦标赛决赛。其他裁判分别是 2002 年的皮耶路易吉·科利纳和 2014 年的尼古拉·里佐利。
然而，执法世界杯比赛最多的意大利裁判是罗伯托·罗塞蒂，他在 2006 年和 2010 年总共负责了六场比赛。